# Elezioni comunali in Calabria del 2010
Le elezioni comunali in Calabria del 2010 si tennero il 28-29 marzo (con ballottaggio l'11-12 aprile).

## Provincia di Catanzaro

### Lamezia Terme
| Candidati                                 | Candidati                    | II turno                 | II turno                 | I turno | I turno | Liste                            | Voti   | %     | Seggi |
| Candidati                                 | Candidati                    | Voti                     | %                        | Voti    | %       | Liste                            | Voti   | %     | Seggi |
| ----------------------------------------- | ---------------------------- | ------------------------ | ------------------------ | ------- | ------- | -------------------------------- | ------ | ----- | ----- |
|                                           | Giovanni Speranza ✔️ Sindaco | 23 053                   | 65,39                    | 18 752  | 43,06   | Partito Democratico              | 5 839  | 13,98 | 5     |
| Per Speranza Sindaco                      | Giovanni Speranza ✔️ Sindaco | 23 053                   | 65,39                    | 18 752  | 43,06   | 3 842                            | 9,20   | 3     |       |
| Lamezia con Speranza                      | Giovanni Speranza ✔️ Sindaco | 23 053                   | 65,39                    | 18 752  | 43,06   | 3 031                            | 7,26   | 2     |       |
| Sinistra per Lamezia (FdS-Città del Sole) | Giovanni Speranza ✔️ Sindaco | 23 053                   | 65,39                    | 18 752  | 43,06   | 1 458                            | 3,49   | 1     |       |
| Italia dei Valori                         | Giovanni Speranza ✔️ Sindaco | 23 053                   | 65,39                    | 18 752  | 43,06   | 493                              | 1,18   | –     |       |
|                                           | Ida D'Ippolito Vitale        | 12 202                   | 34,61                    | 14 390  | 33,04   | Il Popolo della Libertà          | 9 628  | 23,06 | 8     |
| Unione di Centro                          | Ida D'Ippolito Vitale        | 12 202                   | 34,61                    | 14 390  | 33,04   | 4 735                            | 11,34  | 3     |       |
| Nuovo PSI                                 | Ida D'Ippolito Vitale        | 12 202                   | 34,61                    | 14 390  | 33,04   | 2 098                            | 5,02   | 1     |       |
| Insieme per Lamezia (UDEUR-PRI)           | Ida D'Ippolito Vitale        | 12 202                   | 34,61                    | 14 390  | 33,04   | 1 885                            | 4,51   | 1     |       |
| Federazione dei Cristiano Popolari        | Ida D'Ippolito Vitale        | 12 202                   | 34,61                    | 14 390  | 33,04   | 1 252                            | 3,00   | 1     |       |
| DC - Uniti per l'Autonomia di Lamezia     | Ida D'Ippolito Vitale        | 12 202                   | 34,61                    | 14 390  | 33,04   | 1 086                            | 2,60   | –     |       |
| Rinascita di Lamezia                      | Ida D'Ippolito Vitale        | 12 202                   | 34,61                    | 14 390  | 33,04   | 338                              | 0,81   | –     |       |
| Donne con Ida                             | Ida D'Ippolito Vitale        | 12 202                   | 34,61                    | 14 390  | 33,04   | 160                              | 0,38   | –     |       |
| Seggio di coalizione                      | Seggio di coalizione         | Seggio di coalizione     | 34,61                    | 14 390  | 33,04   | 1                                |        |       |       |
|                                           | Francesco Grandinetti        | Francesco Grandinetti    | Francesco Grandinetti    | 8 176   | 18,78   | Movimento per l'Autonomia        | 1 764  | 4,22  | 1     |
| Grandinetti per Lamezia                   | Francesco Grandinetti        | Francesco Grandinetti    | Francesco Grandinetti    | 8 176   | 18,78   | 1 505                            | 3,60   | 1     |       |
| Socialisti Uniti - PSI                    | Francesco Grandinetti        | Francesco Grandinetti    | Francesco Grandinetti    | 8 176   | 18,78   | 655                              | 1,57   | –     |       |
| Uniti per il Rinnovamento (PLI-Altri)     | Francesco Grandinetti        | Francesco Grandinetti    | Francesco Grandinetti    | 8 176   | 18,78   | 320                              | 0,77   | –     |       |
| Forza Lamezia                             | Francesco Grandinetti        | Francesco Grandinetti    | Francesco Grandinetti    | 8 176   | 18,78   | 51                               | 0,12   | –     |       |
| Seggio di coalizione                      | Seggio di coalizione         | Seggio di coalizione     | Francesco Grandinetti    | 8 176   | 18,78   | 1                                |        |       |       |
|                                           | Salvatore Gennaro Vescio     | Salvatore Gennaro Vescio | Salvatore Gennaro Vescio | 1 838   | 4,22    | Calabria Domani                  | 1 413  | 3,38  | –     |
| Seggio di coalizione                      | Seggio di coalizione         | Seggio di coalizione     | Salvatore Gennaro Vescio | 1 838   | 4,22    | 1                                |        |       |       |
|                                           | Roberto Molinaro             | Roberto Molinaro         | Roberto Molinaro         | 391     | 0,90    | Diritto al Futuro Lista Molinaro | 199    | 0,48  | –     |
| Totale                                    | Totale                       | 35 255                   | 100                      | 43 547  | 100     |                                  | 41 752 | 100   | 30    |
|                                           |                              |                          |                          |         |         |                                  |        |       |       |
| Fonte: Ministero dell'interno             |                              |                          |                          |         |         |                                  |        |       |       |

## Provincia di Cosenza

### Acri
| Candidati                     | Candidati                  | II turno                   | II turno                   | I turno | I turno | Liste                   | Voti   | %     | Seggi |
| Candidati                     | Candidati                  | Voti                       | %                          | Voti    | %       | Liste                   | Voti   | %     | Seggi |
| ----------------------------- | -------------------------- | -------------------------- | -------------------------- | ------- | ------- | ----------------------- | ------ | ----- | ----- |
|                               | Gino Trematerra ✔️ Sindaco | 7 053                      | 57,24                      | 4 862   | 33,37   | Unione di Centro        | 2 749  | 19,34 | 6     |
| Centro Moderato per la Città  | Gino Trematerra ✔️ Sindaco | 7 053                      | 57,24                      | 4 862   | 33,37   | 1 884                   | 13,25  | 5     |       |
| Partito Socialista Italiano   | Gino Trematerra ✔️ Sindaco | 7 053                      | 57,24                      | 4 862   | 33,37   | 727                     | 5,11   | 2     |       |
|                               | Giacomo Cozzolino          | 5 269                      | 42,76                      | 4 821   | 33,09   | Partito Democratico     | 2 223  | 15,64 | 2     |
| Democratici per Acri          | Giacomo Cozzolino          | 5 269                      | 42,76                      | 4 821   | 33,09   | 1 013                   | 7,13   | 1     |       |
| Federazione della Sinistra    | Giacomo Cozzolino          | 5 269                      | 42,76                      | 4 821   | 33,09   | 703                     | 4,95   | –     |       |
| Uniti per Acri (FdV-ApI)      | Giacomo Cozzolino          | 5 269                      | 42,76                      | 4 821   | 33,09   | 675                     | 4,75   | –     |       |
| Sinistra per la Calabria      | Giacomo Cozzolino          | 5 269                      | 42,76                      | 4 821   | 33,09   | 451                     | 3,17   | –     |       |
| Seggio di coalizione          | Seggio di coalizione       | Seggio di coalizione       | 42,76                      | 4 821   | 33,09   | 1                       |        |       |       |
|                               | Francesco Cilento          | Francesco Cilento          | Francesco Cilento          | 3 487   | 23,94   | Il Popolo della Libertà | 1 585  | 11,15 | 1     |
| Alleanza per Acri             | Francesco Cilento          | Francesco Cilento          | Francesco Cilento          | 3 487   | 23,94   | 1 370                   | 9,64   | 1     |       |
| UDEUR                         | Francesco Cilento          | Francesco Cilento          | Francesco Cilento          | 3 487   | 23,94   | 182                     | 1,28   | –     |       |
| Seggio di coalizione          | Seggio di coalizione       | Seggio di coalizione       | Francesco Cilento          | 3 487   | 23,94   | 1                       |        |       |       |
|                               | Maria Cristina Minisci     | Maria Cristina Minisci     | Maria Cristina Minisci     | 1 099   | 7,54    | Italia dei Valori       | 1 215  | 8,55  | –     |
| Seggio di coalizione          | Seggio di coalizione       | Seggio di coalizione       | Maria Cristina Minisci     | 1 099   | 7,54    | 1                       |        |       |       |
|                               | Maria Paola Angela Capalbo | Maria Paola Angela Capalbo | Maria Paola Angela Capalbo | 299     | 2,05    | Sinistra con Vendola    | 178    | 1,25  | –     |
| Totale                        | Totale                     | 12 322                     | 100                        | 14 568  | 100     |                         | 14 215 | 100   | 20    |
|                               |                            |                            |                            |         |         |                         |        |       |       |
| Fonte: Ministero dell'interno |                            |                            |                            |         |         |                         |        |       |       |

### San Giovanni in Fiore
| Candidati                     | Candidati                 | II turno             | II turno        | I turno | I turno | Liste                        | Voti   | %     | Seggi |
| Candidati                     | Candidati                 | Voti                 | %               | Voti    | %       | Liste                        | Voti   | %     | Seggi |
| ----------------------------- | ------------------------- | -------------------- | --------------- | ------- | ------- | ---------------------------- | ------ | ----- | ----- |
|                               | Antonio Barile ✔️ Sindaco | 7 297                | 64,48           | 3 651   | 30,28   | Il Popolo della Libertà      | 1 687  | 14,36 | 3     |
|                               | Antonio Belcastro         | 4 019                | 35,52           | 5 235   | 43,42   | Partito Democratico          | 2 352  | 20,02 | 4     |
| I Democratici per la Città    | Antonio Belcastro         | 4 019                | 35,52           | 5 235   | 43,42   | 1 462                        | 12,44  | 3     |       |
| Partito Socialista Italiano   | Antonio Belcastro         | 4 019                | 35,52           | 5 235   | 43,42   | 1 255                        | 10,68  | 1     |       |
| Socialisti Uniti - PSI        | Antonio Belcastro         | 4 019                | 35,52           | 5 235   | 43,42   | 800                          | 6,81   | 1     |       |
| Popolo e Democrazia           | Antonio Belcastro         | 4 019                | 35,52           | 5 235   | 43,42   | 698                          | 5,94   | 1     |       |
| Democratici per l'Ambiente    | Antonio Belcastro         | 4 019                | 35,52           | 5 235   | 43,42   | 593                          | 5,05   | 1     |       |
| Seggio di coalizione          | Seggio di coalizione      | Seggio di coalizione | 35,52           | 5 235   | 43,42   | 1                            |        |       |       |
|                               | Salvatore Audia           | Salvatore Audia      | Salvatore Audia | 3 170   | 26,29   | Rinnovamento Democratico (A) | 1 029  | 8,76  | 2     |
| Unione di Centro (A)          | Salvatore Audia           | Salvatore Audia      | Salvatore Audia | 3 170   | 26,29   | 874                          | 7,44   | 1     |       |
| Federazione della Sinistra    | Salvatore Audia           | Salvatore Audia      | Salvatore Audia | 3 170   | 26,29   | 403                          | 3,43   | –     |       |
| Italia dei Valori             | Salvatore Audia           | Salvatore Audia      | Salvatore Audia | 3 170   | 26,29   | 346                          | 2,94   | –     |       |
| Alleanza per l'Italia         | Salvatore Audia           | Salvatore Audia      | Salvatore Audia | 3 170   | 26,29   | 251                          | 2,14   | –     |       |
| Seggio di coalizione          | Seggio di coalizione      | Seggio di coalizione | Salvatore Audia | 3 170   | 26,29   | 1                            |        |       |       |
| Totale                        | Totale                    | 11 316               | 100             | 12 056  | 100     |                              | 11 750 | 100   | 20    |
|                               |                           |                      |                 |         |         |                              |        |       |       |
| Fonte: Ministero dell'interno |                           |                      |                 |         |         |                              |        |       |       |

## Provincia di Reggio Calabria

### Gioia Tauro
| Candidati                     | Candidati                    | II turno             | II turno          | I turno | I turno | Liste                         | Voti   | %     | Seggi |
| Candidati                     | Candidati                    | Voti                 | %                 | Voti    | %       | Liste                         | Voti   | %     | Seggi |
| ----------------------------- | ---------------------------- | -------------------- | ----------------- | ------- | ------- | ----------------------------- | ------ | ----- | ----- |
|                               | Renato Bellofiore ✔️ Sindaco | 4 743                | 51,53             | 3 828   | 35,62   | Lista Bellofiore              | 1 635  | 15,83 | 6     |
| Cittadinanza Democratica      | Renato Bellofiore ✔️ Sindaco | 4 743                | 51,53             | 3 828   | 35,62   | 1 491                         | 14,44  | 6     |       |
|                               | Umberto Pirilli              | 4 461                | 48,47             | 3 558   | 33,11   | Il Popolo della Libertà       | 2 287  | 22,14 | 2     |
| Insieme per Gioia             | Umberto Pirilli              | 4 461                | 48,47             | 3 558   | 33,11   | 1 053                         | 10,19  | 1     |       |
| Seggio di coalizione          | Seggio di coalizione         | Seggio di coalizione | 48,47             | 3 558   | 33,11   | 1                             |        |       |       |
|                               | Vincenzo Ruggiero            | Vincenzo Ruggiero    | Vincenzo Ruggiero | 2 651   | 24,67   | Partito Repubblicano Italiano | 1 731  | 16,76 | 1     |
| Unione di Centro              | Vincenzo Ruggiero            | Vincenzo Ruggiero    | Vincenzo Ruggiero | 2 651   | 24,67   | 1 019                         | 9,87   | 1     |       |
| Seggio di coalizione          | Seggio di coalizione         | Seggio di coalizione | Vincenzo Ruggiero | 2 651   | 24,67   | 1                             |        |       |       |
|                               | Nicola Zagarella             | Nicola Zagarella     | Nicola Zagarella  | 709     | 6,60    | Partecipazione e Democrazia   | 1 113  | 10,78 | –     |
| Seggio di coalizione          | Seggio di coalizione         | Seggio di coalizione | Nicola Zagarella  | 709     | 6,60    | 1                             |        |       |       |
| Totale                        | Totale                       | 9 204                | 100               | 10 746  | 100     |                               | 10 329 | 100   | 20    |
|                               |                              |                      |                   |         |         |                               |        |       |       |
| Fonte: Ministero dell'interno |                              |                      |                   |         |         |                               |        |       |       |

## Provincia di Vibo Valentia

### Vibo Valentia
| Candidati                       | Candidati                    | II turno             | II turno          | I turno | I turno | Liste                   | Voti   | %     | Seggi |
| Candidati                       | Candidati                    | Voti                 | %                 | Voti    | %       | Liste                   | Voti   | %     | Seggi |
| ------------------------------- | ---------------------------- | -------------------- | ----------------- | ------- | ------- | ----------------------- | ------ | ----- | ----- |
|                                 | Nicola D'Agostino ✔️ Sindaco | 9 738                | 59,26             | 6 296   | 28,71   | Il Popolo della Libertà | 3 800  | 17,72 | 18    |
| Per Vibo con D'Agostino         | Nicola D'Agostino ✔️ Sindaco | 9 738                | 59,26             | 6 296   | 28,71   | 1 248                   | 5,82   | 5     |       |
| Insieme per Vibo Valentia       | Nicola D'Agostino ✔️ Sindaco | 9 738                | 59,26             | 6 296   | 28,71   | 365                     | 1,70   | 1     |       |
|                                 | Domenico Soriano             | 6 695                | 40,74             | 9 017   | 41,12   | I Riformisti            | 2 684  | 12,52 | 3     |
| Partito Democratico             | Domenico Soriano             | 6 695                | 40,74             | 9 017   | 41,12   | 2 211                   | 10,31  | 3     |       |
| Con e Per la Gente              | Domenico Soriano             | 6 695                | 40,74             | 9 017   | 41,12   | 1 837                   | 8,57   | 3     |       |
| Uniti per Vibo                  | Domenico Soriano             | 6 695                | 40,74             | 9 017   | 41,12   | 1 213                   | 5,66   | 1     |       |
| Sinistra per Vibo (SEL-FdS-FdV) | Domenico Soriano             | 6 695                | 40,74             | 9 017   | 41,12   | 1 019                   | 4,75   | 1     |       |
| Italia dei Valori               | Domenico Soriano             | 6 695                | 40,74             | 9 017   | 41,12   | 656                     | 3,06   | –     |       |
| Democratici Vibonesi            | Domenico Soriano             | 6 695                | 40,74             | 9 017   | 41,12   | 1 213                   | 5,66   | –     |       |
| Seggio di coalizione            | Seggio di coalizione         | Seggio di coalizione | 40,74             | 9 017   | 41,12   | 1                       |        |       |       |
|                                 | Antonio Daffinà              | Antonio Daffinà      | Antonio Daffinà   | 5 391   | 24,58   | Unione di Centro        | 2 425  | 11,31 | 2     |
| Una Mano per Vibo               | Antonio Daffinà              | Antonio Daffinà      | Antonio Daffinà   | 5 391   | 24,58   | 1 681                   | 7,84   | 2     |       |
| Alleanza Vibonese               | Antonio Daffinà              | Antonio Daffinà      | Antonio Daffinà   | 5 391   | 24,58   | 601                     | 2,80   | –     |       |
| Noi Sud                         | Antonio Daffinà              | Antonio Daffinà      | Antonio Daffinà   | 5 391   | 24,58   | 347                     | 1,62   | –     |       |
| Rinascita Porto Santa Venere    | Antonio Daffinà              | Antonio Daffinà      | Antonio Daffinà   | 5 391   | 24,58   | 279                     | 1,30   | –     |       |
| Seggio di coalizione            | Seggio di coalizione         | Seggio di coalizione | Antonio Daffinà   | 5 391   | 24,58   | 1                       |        |       |       |
|                                 | Nicolino La Gamba            | Nicolino La Gamba    | Nicolino La Gamba | 1 226   | 5,59    | Patto per il Vibonese   | 450    | 2,10  | –     |
| Totale                          | Totale                       | 16 433               | 100               | 21 930  | 100     |                         | 21 440 | 100   | 40    |
|                                 |                              |                      |                   |         |         |                         |        |       |       |
| Fonte: Ministero dell'interno   |                              |                      |                   |         |         |                         |        |       |       |